# Projekt der föderalen spanischen Verfassung von 1873
Bei der föderalen Verfassung der Spanischen Republik (spanisch Proyecto de Constitución Federal de 1873) handelt es sich um einen Verfassungsentwurf, der den Verfassunggebenden Cortes im Jahr 1873 vorgelegen hat. Über den Entwurf wurde nicht abgestimmt. Die föderale Verfassung der Spanischen Republik trat nie in Kraft. Der Entwurf galt aber immer wieder, besonders auch nach 1975, als ein Beispiel für die Möglichkeit eines föderalen Staatsaufbaus in Spanien.

## Geschichte des Entwurfes
Am 10. Februar 1873 verzichtete König Amadeus nach zweijähriger Regierungszeit auf die Spanische Krone. Einen Tag später, am 11. Februar 1873 fand eine gemeinsame Sitzung des im August 1872 gewählten Kongresses und des Senates statt. Eine solche gemeinsame Beratung war nach der damals gültigen Verfassung von 1869 eigentlich ausgeschlossen. Diese aus Kongress und Senat bestehende Versammlung nannte sich Nationalversammlung (Asamblea Nacional). Die Nationalversammlung beschloss mit 258 zu 32 Stimmen einen Antrag, in dem die Republik zur Staatsform erklärt wurde. Damit wurde die Verfassung von 1869 außer Kraft gesetzt. Darüber hinaus wurde Estanislao Figueras zum „Präsidenten der Ausführenden Gewalt“ bestimmt. Es sollten Verfassunggebende Cortes einberufen werden.
Die Verfassunggebenden Cortes wurden am 10. Mai 1873 gewählt. Wahlberechtigt waren alle männlichen Spanier über 21 Jahren. An den Wahlen nahmen weder die Carlisten, noch die Alphonsinos, nicht die unitarischen Republikaner noch Parteien teil, die sich an der Internationale orientierten. Die Wahlbeteiligung war die niedrigste in der Geschichte Spaniens. Es ist daher nicht verwunderlich, dass die Föderalen Republikaner 343 Sitze und alle anderen Gruppierungen zusammen 31 Sitze erhielten. Es gab also keinerlei Relation zwischen der Sitzverteilung in den Verfassunggebenden Cortes und den tatsächlichen politischen Verhältnissen.
Die Versammlung tagte in einer ersten Sitzungsperiode vom 1. Juni 1873 bis zum 20. September 1873 und beschäftigte sich nicht nur mit der Ausarbeitung einer neuen Verfassung, sondern in erster Linie mit der Tagespolitik. Die neue Sitzungsperiode wurde am 2. Januar 1874 eröffnet. Nachdem am 2. Januar 1874 der Regierung des Ministerpräsidenten (Presidente del Poder Ejecutivo) Emilio Castelar mit 100 zu 120 Stimmen nicht das Vertrauen ausgesprochen wurde, besetzte das Militär unter der Führung von General Manuel Pavía am 3. Januar 1874 das Parlament. Durch ein Dekret vom 8. Januar löste die neu gebildete Regierung des Ministerpräsidenten (Presidente del Poder Ejecutivo) Francisco Serrano Domínguez die Cortes auf. Während der ersten spanischen Republik kam es zu keiner weiteren offiziellen Diskussion über den Verfassungsentwurf. Eine neue, monarchistische Verfassung wurde erst 1876 in Kraft gesetzt.

## Inhalt

### Deklaratorischer Teil

Vorgesehene Gliedstaaten (Kuba und Puerto Rico fehlen auf der Karte)

Die Spanische Nation sollte sich aus 17 einzeln aufgeführten Staaten, darunter auch Kuba und Puerto Rico, zusammensetzen. Die Souveränität sollte bei der Gesamtheit der Bürger liegen und durch die Organe der Republik ausgeübt werden, die durch allgemeine Wahlen eingesetzt werden sollten. Ein Zusammenschluss von Staaten und die Teilung von Staaten sollten grundsätzlich möglich sein.
Die Freiheitsrechte wären durch die Verfassung stark ausgeweitet worden. Unter anderem waren die Freiheit zu Arbeiten, die Gewerbefreiheit, die Vereinigungsfreiheit, Gedanken- und Gewissensfreiheit und das Recht auf ein Leben in Sicherheit und Würde vorgesehen. Für die männliche Bevölkerung hätte eine Militärdienstpflicht bestanden. Die Ausübung aller Gottesdienste sollte in Spanien frei sein. Es war eine Trennung von Kirche und Staat vorgesehen. Dem Staatenbund, den Einzelstaaten und den Städten sollte die direkte und indirekte Unterstützung von Religionsgemeinschaften verboten sein. Das Personenstandswesen wäre alleine Angelegenheit der Zivilverwaltung gewesen.

### Organisatorischer Teil
Der Verfassungsentwurf sah eine Teilung der Macht im Staat in vier Gewalten vor: Die Legislative lag auf oberster Ebene bei den Cortes bzw. bei dem Kongress. Die Exekutive lag bei den Ministern. Die rechtsprechende Gewalt wurde durch Richter und Geschworene ausgeübt. Als eine vierte Macht war als „Vermittelnde Kraft“ (Poder de relación) ein Präsident der Republik vorgesehen.
Die Cortes waren als Parlament mit zwei ungleichen Kammern vorgesehen. Die Senatoren sollten von den Parlamenten der einzelnen Staaten gewählt werden. Der Senat, der ein zeitlich begrenztes Vetorecht besaß, sollte überprüfen, ob ein zu erlassendes Gesetz gegen die Rechte der Bürger oder anderer Organe verstieß.
Die Abgeordneten des Kongresses sollten in allgemeiner direkter Wahl für zwei Jahre gewählt werden. Eine Einschränkung durch einen Zensus war nicht vorgesehen. Die Cortes sollten sich jedes Jahr für wenigstens vier Monate versammeln. Die erste Versammlungsperiode sollte jeweils am 15. März, die zweite am 15. Oktober beginnen. Das Parlament sollte seinen Präsidenten selbst wählen und eine eigene Geschäftsordnung festlegen. Der Kongress und die Regierung, aber nicht der Senat, sollten das Recht haben, Gesetzesinitiativen einzubringen. Die Aufgaben der Zentralgesetzgebung waren abschließend aufgezählt.
Die Spitze der ausführenden Gewalt sollte ein von einem Ministerpräsidenten geleiteter Ministerrat sein. Der Ministerpräsident sollte vom Präsidenten nach freiem Ermessen bestimmt werden. Ein oberstes Gericht sollte Streitfälle zwischen den einzelnen Staaten entscheiden. Darüber hinaus sollte es die Verfassungswidrigkeit von Gesetzen feststellen und diese Gesetze außer Kraft setzen können. Aufgabe des Präsidenten sollte einerseits darin bestehen, die Nation zu repräsentieren, andererseits sollte er zwischen der Legislative und der Exekutive vermitteln. Der Präsident und sein Stellvertreter sollten auf der Ebene der Bundesstaaten von Wahlausschüssen gewählt werden, die von den Wahlberechtigten nur zu diesem Zweck gewählt werden sollten. Die in den Bundesstaaten abgegebenen Stimmen sollten dann insgesamt ausgewertet werden. 
Für eine Verfassungsänderung sollte ein Beschluss der Cortes notwendig sein, der von den dann neu zu wählenden Cortes bestätigt werden müsste.